# Miroslav Vladyka
Miroslav Vladyka (* 24. září 1959 Praha) je český herec a moderátor.

## Život
Po ukončení studií DAMU v roce 1982 působil až do roku 1996  ve Vinohradském divadle, odkud posléze přešel do Studia Ypsilon. Je hercem ve svobodném povolání, hostuje v Divadle ABC (Městská divadla pražská).
Od roku 1994 společně s Josefem Dvořákem uváděl pořad Šance.
Společně s Bárou Štěpánovou uváděl v České televizi dokumentární cestopisný pořad Cestománie (3. a 4. díl).
V roce 2008 vyšlo CD Pověsti moravských hradů a zámků, které Miroslav Vladyka vypráví za doprovodu kapely Čechomor. Miroslav Vladyka také uváděl pořad Zatopené osudy vysílaný na České televizi, který vyprávěl osudy vesnic, které musely ustoupit při výstavbě přehrad.
Jako průvodce je spoluautorem dokumentárních cyklů pro Českou televizi: Klenoty naší krajiny (2015–2017), Krásné živé památky (2019) a Stezka Českem (2024-2025).
V mládí se věnoval kanoistice, má rád cyklistiku.
Z bývalého manželství má tři děti, dcery Kristýnu a Adélu a syna Matěje. Jeho partnerkou je Vlaďka Lichtenbergová.

## Divadelní role (výběr)
- 1985 Alexej Dudarev: Nebyl čas na lásku, Pampeliška, Divadlo na Vinohradech, režie Jiří Dalík
- 1988 Karel Čapek: Loupežník, Loupežník, Divadlo na Vinohradech, režie Jan Novák
- 1994 Carlo Goldoni: Poprask na laguně, Toffolo, Divadlo na Vinohradech, režie Ladislav Smoček

## Televizní role (výběr)
- 1980 – Kotva u přívozu
- 1983 – Díra ve zdi
- 1984 – My všichni školou povinní - Michal Karfík
- 1985 – Slavné historky zbojnické
- 1986 – Bylo nás šest
- 1987 – Příběh z dovolené
- 1987 – Panoptikum Města pražského
- 1987 – Křeček v noční košili
- 1988 – Strom pohádek
- 1988 – Rodáci
- 1989 – U nás doma
- 1989 – Případ pro zvláštní skupinu
- 1990 – Dobrodružství kriminalistiky
- 1990 – Trojlístek
- 1990 – Přísahám a slibuji
- 1991 – Území bílých králů
- 1992 – Náhrdelník
- 1993 – Strašidla a spol.
- 1994 – Třikrát baron Prášil
- 1994 – Laskavý divák promine
- 1995 – Hříchy pro diváky detektivek
- 1996 – Kde padají hvězdy
- 1997 – Zdivočelá země
- 1997 – Život na zámku
- 1999 – Hříšní lidé města brněnského
- 2000 – Pra pra pra
- 2005 – To nevymyslíš!
- 2006 – Škola Na Výsluní
- 2007 – Malý král
- 2009 – Škola pro život
- 2011 – Tajemství staré bambitky
- 2012 – Policajti z centra
- 2012 – Helena
- 2014 – Stopy života
- 2015 – Znamení koně
- 2015 – Všechny moje lásky
- 2016 – Pustina
- 2014–2022 – Případy 1. oddělení
- 2018 – V.I.P. vraždy
- 2018 – Malí, velcí detektivové
- 2021 – Dvojka na zabití – mjr. Koudelka, šéf Mordparty

## Filmové role (výběr)
- 1965 – Volejte Martina
- 1965 – Káťa a krokodýl
- 1966 – U telefonu Martin
- 1973 – Přijela k nám pouť
- 1974 – Případ mrtvého muže
- 1975 – Profesoři za školou
- 1978 – Brácha za všechny peníze
- 1980 – Vrchní, prchni
- 1980 – Ten svetr si nesvlíkej
- 1980 – Signum laudis
- 1980 – Krakonoš a lyžníci
- 1980 – Kluci z bronzu
- 1981 – Láska na druhý pohled
- 1982 – Poslední vlak
- 1983 – Jára Cimrman ležící, spící
- 1984 – Prodavač humoru
- 1985 – Dobré světlo
- 1986 – Smích se lepí na paty
- 1988 – Sagarmatha
- 1992 – O vodníkovi a housličkách
- 1995 – Divoké pivo
- 1996 – Bumerang
- 1997 – Zdivočelá země
- 2000 – Josephine
- 2001 – Podzimní návrat
- 2008 – U mě dobrý
- 2010 – Román pro muže
- 2010 – Doktor od jezera hrochů
- 2012 – Kozí příběh se sýrem
- 2014 – Tři bratři
- 2015 – Andílek na nervy

## Dabing
Miroslav Vladyka nadaboval postavu Kocoura v seriálu Červený trpaslík, dráčka Soptíka nebo Chrise Griffina v seriálu Griffinovi.